# 聖尼古拉斯 (科潘省)
聖尼古拉斯（西班牙語：San Nicolás），是洪都拉斯的城鎮，位於該國西部，由科潘省負責管轄，始建於1835年，面積74.2平方公里，海拔高度632米，2001年人口5,740，人口密度每平方公里77.36人。
15°0′0″N 88°45′0″W / 15.00000°N 88.75000°W